# Бахарах, Яир Хаим бен Моше Шимшон
Яир Хаим бен Моше Шимшон Бахарах (ивр. יאיר חיים בכרך‎; 1638, Леймник, Моравия — 1702, Вормс) – еврейский учёный, раввин, талмудист, каббалист.

## Биография
Первоначально в 1666 году служил раввином в Кобленце, но в 1669 г. был вынужден оставить этот город и вернулся в Вормс, где жил ранее.
С 1670 года обучал студентов. Здесь стал свидетелем разрушения Вормса в 1689 году во время войны за Пфальцское наследство войсками короля Людовика XIV.  Бежал в Мец, затем Гейдельберг и Франкфурт-на-Майне (1690) .
Находился под сильным влиянием саббатианства.
Лишь незадолго до смерти, в 1699 г., ему удалось осуществить свою давнюю мечту: получить пост раввина Вормса, который занимали в своё время его дед и отец. Похоронен на еврейском кладбище Вормса.
Основной вклад Бахараха в еврейскую религиозную мысль — собрание 238 респонсов «Хаввот Яир» («Селения Яира», 1699). Другой его крупной работой является собрание респонсов «Хут ха-шани» («Алая нить», 1679). В оба собрания включен также ряд респонсов отца и деда Бахараха. Респонсы Бахараха отличаются строгой логичностью, обращением не только к традиционному кругу еврейских религиозных наук, но и к светским дисциплинам, в том числе к математике и астрономии.